# Miguel Calmon
Miguel Calmon este un oraș în statul Bahia (BA) din Brazilia.